# タニグチ
株式会社タニグチは兵庫県姫路市に店舗を置く自動車用カスタムパーツの製造および販売を行っている企業である。

## 概要
自動車用カスタムパーツを販売の中心としているが、その中でも全国的に有名なのがスズキ・ジムニーおよびジムニーシエラのカスタムパーツで、ジムニーのみならずパジェロミニのパーツもラインナップするが、事実上ジムニーシリーズの専門メーカーである。ジムニーのエンジン関連から外装一式まで幅広いラインナップを揃える。なお、パーツカタログやHPではオフロードサービスタニグチの表記であるが正式名称は株式会社タニグチである。